# Rimnersvallen
Rimnersvallen is een omnistadion in het Zweedse Uddevalla. Het stadion is de thuishaven van IK Oddevold dat in het seizoen 2013 uitkwam in de Eerste divisie, hetgeen in Zweden het derde niveau is. Het stadion is gebouwd in 1922. Tijdens het WK voetbal in 1958 werd er een groepswedstrijd in Rimnersvallen gespeeld. Tijdens deze wedstrijd, tussen Brazilië en Oostenrijk, zaten er 17.778 toeschouwers in het stadion. Dat is tot op heden nog steeds het record voor Rimnersvallen. De huidige capaciteit bedraagt 12.000.

## WK interland
| № | Datum       | Wedstrijd            | Uitslag | Competitie | Toeschouwers |
| - | ----------- | -------------------- | ------- | ---------- | ------------ |
| 1 | 8 juni 1958 | Brazilië– Oostenrijk | 3 – 0   | WK 1958    | 17.778       |

Råsunda stadion (Stockholm) · Nya Ullevi (Gothenburg) · Malmö Stadion (Malmö) · Tunavallen (Eskilstuna) · Nya Parken (Norrköping) · Jernvallen (Sandviken) · Rimnersvallen (Uddevalla) · Olympia (Helsingborg) · Ryavallen (Borås) · Örjans Vall (Halmstad) · Eyravallen (Örebro) · Arosvallen (Västerås)
Behrn Arena (Örebro SK) ·
Borås Arena (IF Elfsborg) ·
Falkenbergs IP (Falkenbergs FF) ·
Gamla Ullevi (IFK Göteborg) ·
Grimsta IP (IF Brommapojkarna) ·
Guldfågeln Arena (Kalmar FF) ·
Kopparvallen (Åtvidabergs FF) ·
Nya Parken (IFK Norrköping) ·
Olympia (Helsingborgs IF) ·
Rambergsvallen (BK Häcken) ·
Strandvallen (Mjällby AIF) ·
Strawberry Arena (AIK Fotboll) ·
Strömvallen (Gefle IF) ·
Eleda Stadion (Malmö FF) ·
Tele2 Arena (Djurgårdens IF) ·
Örjans vall (Halmstads BK)
Ängelholms IP (Ängelholms FF) ·
Finnvedsvallen (IFK Värnamo) ·
Gamla Ullevi (GAIS Göteborg) ·
Jämtkraft Arena (Östersunds FK) ·
Landskrona IP (Landskrona BoIS) ·
Myresjöhus Arena (Östers IF) ·
Norrporten Arena (GIF Sundsvall) ·
Påskbergsvallen (Varbergs BoIS) ·
Skarsjövallen (Ljungskile SK) ·
Stadsparksvallen (Jönköpings Södra IF) ·
Stora Valla (Degerfors IF) ·
Studenternas IP (IK Sirius FK) ·
Södertälje Fotbollsarena (Assyriska Föreningen, Syrianska FC) ·
Tele2 Arena (Hammarby IF) ·
Vapenvallen (Husqvarna FF)
Arosvallen ·
Bårsta IP ·
Enavallen ·
Folkungavallen ·
Fredriksskans IP ·
Gamla Ullevi ·
Herrgärdets IP ·
Hillängens IP ·
Jernvallen ·
Johanneshovs IP ·
Kamratvallen ·
Lövåsvallen ·
Malmö IP ·
Malmö Stadion ·
Motala IP ·
Norra IP ·
Ramnavallen ·
Råsunda IP ·
Råsundastadion ·
Rimnersvallen ·
Ruddalens IP ·
Ryavallen ·
Sandåkerns IP ·
Skogsvallen ·
Slottsskogsvallen ·
Olympisch Stadion (Stockholm) ·
Söderstadion ·
T3 Arena ·
Trollebo IP ·
IJsbaan van Eskilstuna ·
Ullevi ·
Vägga IP ·
Vångavallen ·
Värendsvallen